# Толой де Оливейра, Олегарио
Олега́рио Толо́й де Оливейра (порт.-браз. Olegário Tolói de Oliveira; 7 ноября 1939, Араракуара, Сан-Паулу — 28 июня 2024, Сан-Паулу), более известный как Дуду (порт.-браз. Dudu) — бразильский футболист, опорный полузащитник. После завершения игровой карьеры работал тренером. Дядя другого известного футболиста и тренера Доривала Жуниора.

## Карьера
Дуду родился в Араракуаре. Его отец Жуан также был футболистом. Его игровым прозвищем было Олегарио, и он также назвал своего сына. Жуан умер, когда Олегарио было 13 лет. Для помощи матери и семье Дуду был вынужден работать: он трудился в бухгалтерии, доставляя на велосипеде документы. Одновременно он играл в мини-футбол. С 1954 по 1959 год он играл в молодёжном составе клуба АДА. Когда Дуду было 19 лет, его дядя устроил племянника клерком на Железную дорогу Араракуары. При клубе существовала футбольная команда, где тот играл в свободное время. При этом Дуду не воспринимал футбол, как карьерную перспективу, а только лишь как развлечение. В 1959 году футболист был переведён в первую команду «Ферровиарии». Он дебютировал в основном составе клуба в матче с «Палмейрасом», где его команда проиграла со счётом 1:2. В том же сезоне клуб занял третье место в чемпионате штата Сан-Паулу. Троих игроков «Ферровиарии» даже вызвали в сборную штата для участия в чемпионате страны. В 1962 году Дуду, игравший на левом фланге нападения, был переведён в полузащиту, где он впоследствии провёл всю карьеру. По другим данным Дуду стал играть в полузащите с 1963 года, когда «Ферровиарию» покинул Дирсеу Сикейра.
31 марта 1964 года Дуду подписал контракт с «Палмейрасом». В этот же день в стране произошёл военный переворот, из-за чего футболист не смог возвратиться домой ввиду закрытия вокзалов. Владельцем гостиницы, где жил Дуду, был его знакомый. Он бесплатно предоставил полузащитнику номер, несмотря на то, что у футболиста закончились денежные средства. 11 апреля Дуду дебютировал в составе «Палмейраса» в матче с «Сантосом» (1:2), а 15 ноября того же года забил первый гол за клуб, поразив ворота «Сан-Паулу» (2:5). Первоначально футболист играл так, как привык в «Ферровиарии», активно участвуя в атакующих действиях. Но позже он, послушав партнёров по команде, Джалму Диаса, Валдемара Карабину и Джалму Сантоса, принял решение изменить стиль игры, сосредоточившись на защитных функциях. Также ему очень помог новый главный тренер команды Фильпо Нуньес, который медленно подводил Дуду к игре в стартовом составе. Постепенно он смог заменить Зекинью в роли основного опорного полузащитника команды. В 1965 году Палмейрас выиграл турнир Рио—Сан-Паулу, а через год чемпионат штата. В 1967 году были завоёваны Кубок Роберто Гомеса Педрозы и Чаша Бразилии. В конце 1960-х годов клуб взял курс на омоложение состава. С приходом на пост наставника команды Освалдо Брандана, пришёл самый «плодовитый» и самый любимый период в карьере Дуду: были выиграны два чемпионата Бразилии и два чемпионата штата.
24 января 1976 года Дуду провёл последний матч за «Палмейрас», в котором он сыграл вничью с «Португезой Деспортос» (3:3). В этой встрече полузащитник получил сильное растяжение паховых мышц. Это привело к тому, что Дуду принял решение завершить игровую карьеру. Всего за «Палмейрас» он провёл 615 матчей и забил 29 голов, по другим данным 609 матчей и забил 25 голов, по третьим 617 матчей и 29 голов, по ещё одним данным 616 матчей. Главный тренер клуба Дино Сани предложил Дуду стать его ассистентом. А в мае, после увольнения Сани, он стал на пост главного тренера команды. В первом же сезоне Дуду привёл «Палмейрас» к победе в чемпионате штата. В августе 1977 года он покинул тренерский «мостик» клуба. В 1981 году Дуду во второй раз возглавил клуб, экстренно приглашённый в команду после увольнения Диеде Ламейро. Но в том же году после поражения со счётом 0:6 от «Интернасьонала» он сам был уволен. В 1990 году Дуду был исполняющим обязанности тренера «Палмейраса», назначенный после увольнения Жаира Перейры. Его сменил Теле Сантана. Но этот наставник был уволен всего через три месяца после ряда неудачных матчей. Дуду возвратили на пост главного тренера, где он работал до марта 1991 года. Всего под руководством Дуду «Палмейрас» провёл 142 игры (75 побед, 45 ничьих и 22 поражения), по другим данным 141 матч.
7 декабря 2008 года «Ферровиария» открыла свой тренировочный центр. Он был назван в честь Дуду — «Олегарио Толой де Оливейра». В мае 2024 года он был госпитализирован с трещиной в тазобедренном суставе. 28 июня 2024 года Дуду скончался в больнице Сан-Паулу из-за брюшной инфекции.

## Международная статистика
| Матчи Дуду за сборную Бразилии | Матчи Дуду за сборную Бразилии | Матчи Дуду за сборную Бразилии | Матчи Дуду за сборную Бразилии | Матчи Дуду за сборную Бразилии | Матчи Дуду за сборную Бразилии | Матчи Дуду за сборную Бразилии |
| ------------------------------ | ------------------------------ | ------------------------------ | ------------------------------ | ------------------------------ | ------------------------------ | ------------------------------ |
| №                              | Дата                           | Место проведения               | Оппонент                       | Счёт                           | Голы                           | Турнир                         |
| 1                              | 2 июня 1965                    | Рио-де-Жанейро                 | Бельгия                        | 5:0                            | —                              | Товарищеский матч              |
| 2                              | 6 июня 1965                    | Рио-де-Жанейро                 | ФРГ                            | 2:0                            | —                              | Товарищеский матч              |
| 3                              | 9 июня 1965                    | Рио-де-Жанейро                 | Аргентина                      | 0:0                            | —                              | Товарищеский матч              |
| 4                              | 17 июня 1965                   | Оран                           | Алжир                          | 3:0                            | 1                              | Товарищеский матч              |
| 5                              | 24 июня 1965                   | Порту                          | Португалия                     | 0:0                            | —                              | Товарищеский матч              |
| 6                              | 30 июня 1965                   | Сольна                         | Швеция                         | 2:1                            | —                              | Товарищеский матч              |
| 7                              | 4 июля 1965                    | Москва                         | СССР                           | 3:0                            | —                              | Товарищеский матч              |
| 8                              | 7 сентября 1965                | Белу-Оризонти                  | Уругвай                        | 3:0                            | —                              | Товарищеский матч              |
| 9                              | 21 ноября 1965                 | Рио-де-Жанейро                 | СССР                           | 2:2                            | —                              | Товарищеский матч              |
| 10                             | 15 мая 1966                    | Сан-Паулу                      | Чили                           | 1:1                            | —                              | Товарищеский матч              |
| 11                             | 18 мая 1966                    | Белу-Оризонти                  | Уэльс                          | 1:0                            | —                              | Товарищеский матч              |
| 12                             | 25 июля 1968                   | Асунсьон                       | Парагвай                       | 4:0                            | —                              | Кубок Освалдо Круза            |
| 13                             | 28 июля 1968                   | Асунсьон                       | Парагвай                       | 0:1                            | —                              | Кубок Освалдо Круза            |

## Достижения

### Как игрок

#### Командные
- Чемпион Бразилии среди сборных штатов: 1959
- Победитель турнира Рио — Сан-Паулу: 1965
- Чемпион штата Сан-Паулу: 1966, 1972, 1974
- Обладатель Кубка Роберто Гомеса Педрозы: 1967, 1969
- Обладатель Чаши Бразилии: 1967
- Чемпион Бразилии: 1972, 1973

#### Личные
- Обладатель Серебряного мяча Бразилии: 1974

### Как тренер
- Чемпион штата Сан-Паулу: 1976
- Чемпион штата Эспириту-Санту: 1986

## Личная жизнь
Дуду был женат. Супруга — Мария Элена.